# Aston Martin DBR5
Aston Martin DBR5 (také známý jako DBR5/250 ) byl závodní vůz Formule 1, navržený výrobcem sportovních vozů Aston Martin. Po špatných výsledcích vozu Aston Martin DBR4 v sezóně 1959 měl být lehčí a menší vůz DBR5 rychlejší než jeho předchůdce. Nicméně po špatných výsledcích v sezóně 1960 se Aston Martin rozhodl odstoupit z Formule 1 a nakonec se vrátil v 2021.

## Design
Vůz Aston Martin DBR5 byl z velké části založen na voze ze sezóny 1959, Aston Martin DBR4. Používal stejné základní uspořádání podvozku a motoru. Vylepšení vozu DBR5 jej zmenšilo a odlehčilo a úpravy motoru znamenaly, že se výkon konečně přiblížil číslu, které původně uváděla dílna Aston Martin. Vůz DBR5 se také mohl pochlubit zcela nezávislým zavěšením.
Ale když ani tento vůz nedokázal poskytnout konkurenceschopné výsledky proti posilujícím vozům se zadním motorem, tak Aston Martin opustil Formuli 1, aby se mohl soustředit na své úspěšnější projekty sportovních vozů.
Dva vozy DBR5 byly vyrobeny na začátku roku 1960, ale oba byly sešrotovány v roce 1961 poté, co se Aston Martin stáhl z Formule 1.

## Kompletní výsledky ve Formuli 1
| Legenda k tabulce | Legenda k tabulce                                                                       |
| Barva             | Výsledek                                                                                |
| ----------------- | --------------------------------------------------------------------------------------- |
| Zlatá             | Vítěz                                                                                   |
| Stříbrná          | 2. místo                                                                                |
| Bronzová          | 3. místo                                                                                |
| Zelená            | Bodované umístění                                                                       |
| Modrá             | Nebodované umístění                                                                     |
| Modrá             | Dokončil neklasifikován (NC)                                                            |
| Fialová           | Odstoupil (Ret)                                                                         |
| Červená           | Nekvalifikoval se (DNQ)                                                                 |
| Červená           | Nepředkvalifikoval se (DNPQ)                                                            |
| Černá             | Diskvalifikován (DSQ)                                                                   |
| Bílá              | Nestartoval (DNS)                                                                       |
| Bílá              | Závod zrušen (C)                                                                        |
| Světle modrá      | Pouze trénoval (PO)                                                                     |
| Světle modrá      | Páteční testovací jezdec (TD)                                                           |
| Bez barvy         | Netrénoval (DNP)                                                                        |
| Bez barvy         | Vyřazen (EX)                                                                            |
| Bez barvy         | Nepřijel (DNA)                                                                          |
| Bez barvy         | Odvolal účast (WD)                                                                      |
| Bez barvy         | Nezúčastnil se (prázdné)                                                                |
| Označení          | Význam                                                                                  |
| Tučnost           | Pole position                                                                           |
| Kurzíva           | Nejrychlejší kolo                                                                       |
| †                 | Jezdec nedojel do cíle, ale byl klasifikován, protože odjel více než 90 % délky závodu. |
| ‡                 | Byl udělován poloviční počet bodů, protože bylo odjeto méně než 75 % délky závodu.      |
| Horní index       | Umístění bodujících jezdců ve sprintu                                                   |

| Rok  | Motor                                       | Pneumatiky | Jezdci              | 1   | 2   | 3   | 4   | 5   | 6   | 7   | 8   | 9   | 10  | Body | Umístění |
| ---- | ------------------------------------------- | ---------- | ------------------- | --- | --- | --- | --- | --- | --- | --- | --- | --- | --- | ---- | -------- |
| 1960 | Aston Martin DOHC Šestiválcový řadový motor | D          |                     | ARG | MON | 500 | NED | BEL | FRA | GBR | POR | ITA | USA | 0    | —        |
| 1960 | Aston Martin DOHC Šestiválcový řadový motor | D          | Roy Salvadori       |     |     |     |     |     |     | Ret |     |     |     | 0    | —        |
| 1960 | Aston Martin DOHC Šestiválcový řadový motor | D          | Maurice Trintignant |     |     |     |     |     |     | 11  |     |     |     | 0    | —        |